# „Грами“ за най-добър съвременен блус албум
Наградата Грами за Най-добър съвременен блус албум се раздава от 1988 г. От 2001 до 2003 с нея освен изпълнителя се награждават и продуцентите и звукорежисьорите. До 1992 наградата се нарича Грами за най-добро блус изпълнение, а през 1989 е връчена по-скоро за песен, от колкото за албум.
На всяка церемония се награждават албуми от предходната година

## 2000-ните
- 2010
The Derek Trucks Band за Already Free
- 2009
Доктор Джон и The Lower 911 за City That Care Forgot
- 2008
Джей Джей Кейл и Ерик Клептън за The Road to Escondido
- 2007
Ирма Томас за After the Rain
- 2006
Дюбърт Макклинтън за Cost Of Living
- 2005
Кеб Мо за Keep It Simple, Зуриани Зонвелд (продуцент)& Кеб Мо (продуцент)
- 2004
Ета Джеймс за "Let's Roll", Донто Джеймс (звукорежисьор/продуцент), Джош Склер (продуцент), Самето Джеймс (продуцент)
- 2003
Соломон Бърк за "Don't Give Up On Me", Джо Хенри (продуцент), С. Хъски Хоскулдс (звукорежисьор/мискиране)
- 2002
Дюбърт Макклинтън (продуцент & изпълнител) за Nothing Personal, Гари Никълсън (продуцент), Ричард Дод, Дон Смит (звукорежисьори)
- 2001
Тадж Махал и Phantom Blues Band за "Shoutin' In Key", Тони Брунагел (продуцент), Джо Макграт, Тери Бекър (звукорежисьори/миксиране)
- 2000
Робърт Крей за Take Your Shoes Off, Стив Джордан (продуцент)

## 90-те
- 1999
Кеб Мо за Slow Down
- 1998
Тадж Махал за "Señor Blues"
- 1997
Кеб Мо за "Just Like You"
- 1996
Бъди Гай за "Slippin' In"
- 1995
Попс Стейпълс за Father Father
- 1994
Бъди Гай за Feels Like Rain
- 1993
Стиви Рей Вон за "The Sky Is Crying"
- 1992
Бъди Гай за "Damn Right, I've Got The Blues"
- 1991
Джими Вон & Стиви Рей Вон за Family Style
- 1990
Стиви Рей Вон за In Step

## 80-те
- 1989
Робърт Крей за "Don't Be Afraid of the Dark"
- 1988
Робърт Крей за Strong Persuader

|  | Тази страница частично или изцяло представлява превод на страницата Grammy Award for Best Contemporary Blues Album в Уикипедия на английски. Оригиналният текст, както и този превод, са защитени от Лиценза „Криейтив Комънс – Признание – Споделяне на споделеното“, а за съдържание, създадено преди юни 2009 година – от Лиценза за свободна документация на ГНУ. Прегледайте историята на редакциите на оригиналната страница, както и на преводната страница, за да видите списъка на съавторите. ВАЖНО: Този шаблон се отнася единствено до авторските права върху съдържанието на статията. Добавянето му не отменя изискването да се посочват конкретни източници на твърденията, които да бъдат благонадеждни. |